# Нияю (приток Хулги)
Нияю (устар. Ния-Ю) — река в Берёзовском районе Ханты-Мансийского автономного округа. Образуется слиянием истоков-составляющих: Малый Нияю — справа и Большой Нияю — слева, устье находится в 75 км по левому берегу реки Хулга. Длина реки 85 км.

## Притоки
(км от устья)
- Грубею — 16 км (лв);
- Кузнюрсоим — 16 км (пр);
- Турнаёль — 29 км (пр);
- Ния-Шор — 49 км (пр);
- Большой Нияю — 73 км (лв);
- Малый Нияю — 73 км (пр).

## Данные водного реестра
По данным государственного водного реестра России относится к Нижнеобскому бассейновому округу, водохозяйственный участок реки — Северная Сосьва, речной подбассейн реки — Северная Сосьва. Речной бассейн реки — (Нижняя) Обь от впадения Иртыша.